# Гротоле (Матера)
Гротоле (итал. Grottole) је насеље у Италији у округу Матера, региону Базиликата.
Према процени из 2011. у насељу је живело 2174 становника. Насеље се налази на надморској висини од 443 м.

## Становништво
| 1931. | 1936. | 1951. | 1961. | 1971. | 1981. | 1991. | 2001. | 2011. |
| ----- | ----- | ----- | ----- | ----- | ----- | ----- | ----- | ----- |
| 2.977 | 3.188 | 3.578 | 3.726 | 3.190 | 3.163 | 3.006 | 2.607 | 2.371 |